# Cayenne Klein
Cayenne Klein, née le 12 mars 1986 à Budapest en Hongrie, est une actrice de films pornographiques hongroise.

## Biographie
Cayenne Klein débute dans le x en 2005 avec des studios comme (21Sextury, DDF...) mais elle commence sa célébrité à partir du film "cayenne Loves Rocco" de Rocco Siffredi en 2013.
Elle est aussi créatrice de bijoux.

## Récompenses et nominations
2014
- AVN Awards
- 2014 : AVN Award Nommée - "Best Sex Scene in a Foreign-Shot Production" (avec Tarra White, Mike Chapman, Ian Scott & Marcus) "Cayenne Loves Rocco"
- 2014 : AVN Award Nommée - Best Sex Scene in a Foreign-Shot Production (avec David Perry, Sabby, Markus Dupree & Rocco Sardo)"Hose Monster 5"
- 2014 : AVN Award Nommée - "Female Foreign Performer of the Year"
- XBIZ Award 2014 - Récompense "Foreign Female Performer of the Year"[2]
- XBIZ Award Nommée -Best Scene - Vignette Release (with Mike Angelo) "Pornochic 24" : Ariel & Lola

2015
- XBIZ Award - nommée "Best Scene - All-Girl" (avec Ariel Rebel)